# Adis Bećiragić
Adis Bećiragić, conosciuto anche come Aziz Bekir (Sarajevo, 18 giugno 1970), è un ex cestista e allenatore di pallacanestro bosniaco con cittadinanza turca, fino al 1992 jugoslavo.

## Carriera
Con la Bosnia ed Erzegovina ha disputato tre edizioni dei Campionati europei (1993, 1997, 1999).
Da allenatore ha guidato la Bosnia ed Erzegovina ai Campionati europei del 2022.

## Palmarès

### Giocatore
- Campionato turco: 1

Ülkerspor: 1997-98

### Allenatore
- Campionato kosovaro: 2

KB Ylli: 2020-21, 2021-22
- Liga Unike: 2

KB Ylli: 2021
Trepça: 2024
- Coppa del Kosovo: 2

Peja: 2020
Trepça: 2024
- Superkupën Mbarëkombëtare: 1

KB Ylli: 2021
- Supercoppa del Kosovo: 2

Trepça: 2023, 2024